# Toxicitate
Toxicitatea reprezintă gradul de nocivitate pentru organism a unei substanțe chimice, medicament sau al unui amestec de compuși, fiind o caracteristică rezultată din manifestarea biologică a organismului respectiv. Toxicitatea se poate manifesta fie la nivelul întregului organism, fie la nivelul anumitor structuri anatomice sau sisteme. De exemplu, citotoxicitatea este afectarea toxică de la nivel celular, în timp ce hepatotoxicitatea este afectarea localizată la nivel hepatic.

## Scara toxicității
Pentru stabilirea toxicității au fost acceptate anumite criterii convenționale, în funcție de cantitatea de toxine, astfel că există mai multe scări de toxicitate.
| Grupa toxicității | Gradul toxicității      | DL50 - doză unică orală (șobolan) |
| ----------------- | ----------------------- | --------------------------------- |
| 1                 | extrem de toxic         | sub 1 mg /kg                      |
| 2                 | foarte toxic            | 1 - 50 mg /kg                     |
| 3                 | moderat toxic           | 50 - 500 mg /kg                   |
| 4                 | slab toxic              | 500 - 5 000 mg /kg                |
| 5                 | practic netoxic         | 5 000 - 15 000 mg /kg             |
| 6                 | relativ fără toxicitate | peste 15 000 mg /kg               |

## Tipuri
- Cardiotoxicitate
- Hepatotoxicitate
- Nefrotoxicitate
- Neurotoxicitate
- Ototoxicitate